# Jutta Penndorf
Jutta Penndorf (* 25. Juni 1946 in Templin) ist eine deutsche Kunsthistorikerin und war von 1981 bis 2012 Direktorin des Lindenau-Museums in Altenburg.

## Leben
Jutta Penndorf erwarb 1965 das Abitur nach einer Berufsausbildung als Hochbauzeichnerin. Danach arbeitete sie im Antiquitätenhandel in Berlin. Von 1966 bis 1971 absolvierte sie das Studium der Kunstgeschichte an der Universität Leipzig. In der Zeit von 1971 bis 1975 war Jutta Penndorf wissenschaftliche Assistentin, später Mitarbeiterin und stellvertretende Direktorin am Lindenau-Museum in Altenburg. Von 1975 bis 1981 war sie freiberuflich tätig. Von 1981 bis 2012 bekleidete sie den Posten der Direktorin des Lindenau-Museums.
Jutta Penndorf ist Mitglied der Sächsischen Akademie der Künste und seit 2014 Sekretär der Klasse Bildende Kunst der Sächsischen Akademie der Künste.

## Ehrungen
- 2009: Verdienstkreuz am Bande der Bundesrepublik Deutschland
- 2020: Verdienstorden des Freistaats Thüringen

## Ausstellungen
- 1982: Hartwig Ebersbach
- 1984: Robinson Crusoe. Bücher und Bilder aus drei Jahrhunderten
- 1985: Segel der Zeit (mit Rudolf Mayer)
- 1987: Von Merz bis heute (mit Klaus Werner)
- 1989: Josua Reichert. Poesia typographica
- 1991: Junge Leipziger Kunst. Ludwigshafen am Rhein und Altenburg
- 1993/1995: Walter Jacob. Eine Retrospektive I/II. Altenburg und Kempten (Allgäu)
- 1995: Jürgen Brodwolf: 9 Werke
- 1997: Caspar Henselmann. City in a mine. Das Schleenhain-Projekt
- 1998: 150 Jahre Lindenau-Museum Altenburg
- 1998: Der Sprachforscher Hans Conon von der Gabelentz. Eine Reflexion von Olaf Wegewitz
- 1998: Carlfriedrich Claus. Das druckgraphische Werk.
- 2000: Osmar Osten und Dietrich Burger. Malerei, Zeichnung, Graphik
- 2001: Hartwig Ebersbach. Zeichnungen, Druckgraphiken, Objekte.
- 2001: Claritas. Das Hauptaltarbild im Dom zu Siena nach 1260. Die Rekonstruktion
- 2001/2002: Silence: Silence, Silence. Gerhard Altenbourg. Die Sammlung Rugo
- 2002: Segel der Zeit. eikon Presse. Ein Rückblick.
- 2002: Sichtungen. Die Kunstbibliothek Bernhard August von Lindenaus nach der Neuaufnahme ihres Bestandes
- 2002: Kurt W. Streubel Retrospektive
- 2002/2003: Roman Opalka
- 2003: Fritz Klemm zum Hundertsten. Malerei und Zeichnung.
- 2003: Edith Altman, Chicago. Retrospektive
- 2004: Ben Willikens. Räume.
- 2005: Matthias Hoch. Fotografie und Video.